# Ondrášov
Ondrášov (deutsch Andersdorf) ist ein Gemeindeteil von Moravský Beroun (deutsch Bärn) im Bezirk Olmütz in Tschechien.

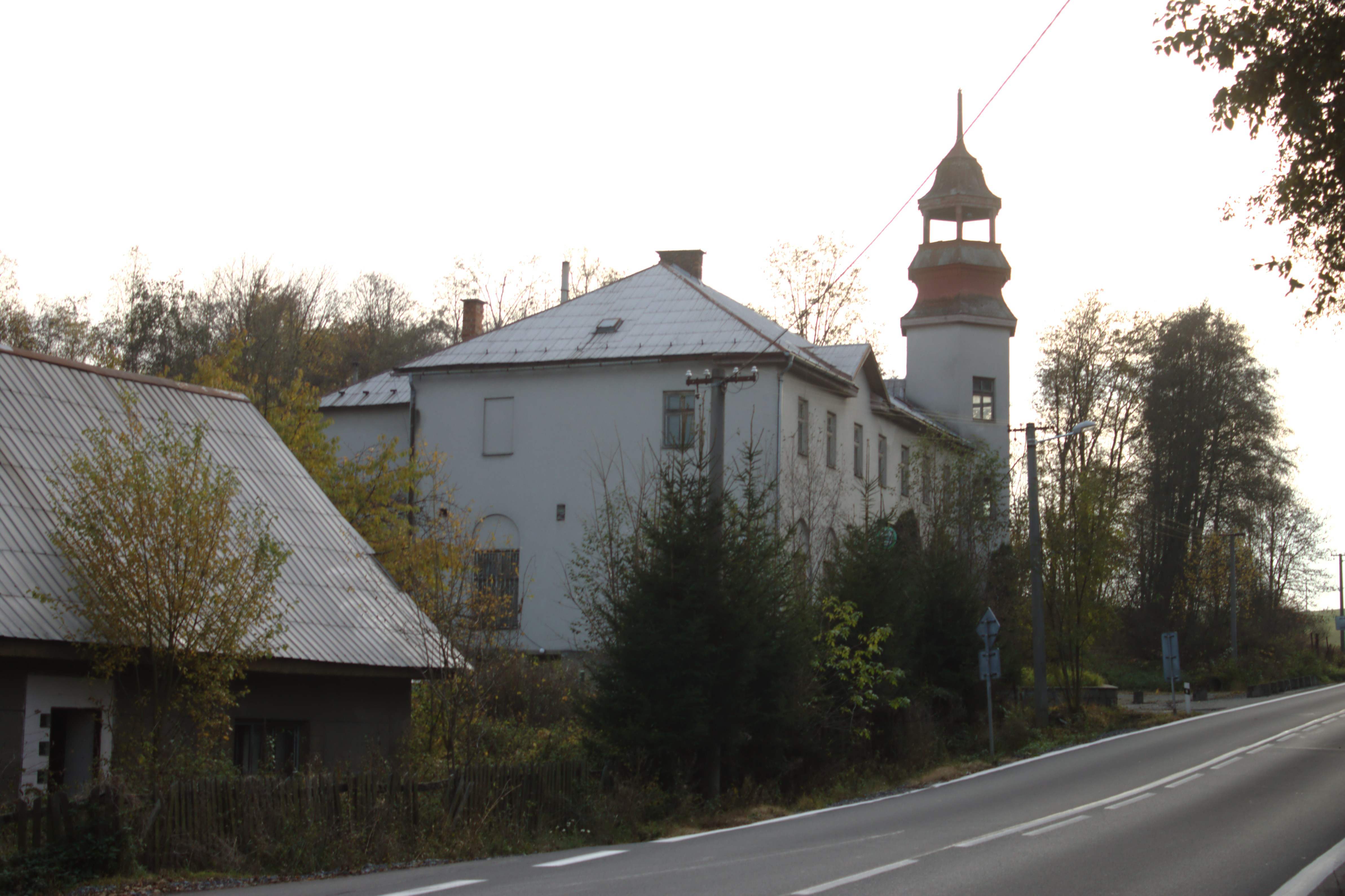
Villa in Andersdorf

Das Dorf liegt circa einen Kilometer südwestlich von Bärn an der Landstraße 46.

## Geschichte
Nach dem Münchner Abkommen im September 1938 wurde Andersdorf dem Deutschen Reich zugeschlagen und gehörte bis 1945 zum Landkreis Bärn.
Die deutschen Bewohner wurden 1945 enteignet und größtenteils vertrieben. 1960 erfolgte die Eingemeindung nach Moravský Beroun.

## Persönlichkeiten
- Erwin Kothny (1907–1991), deutscher Landrat im Sudetenland (Grulich), Konsul, Generalkonsul und Botschafter der Bundesrepublik Deutschland.